# Groot rijbewijs
Een groot rijbewijs is in Nederland de term voor het rijbewijs in de categorie C (vrachtauto's).
Sinds de invoering van verschillende rijbewijzen voor motorfietsen duidt men er ook wel een rijbewijs voor bestuurders ouder dan 21 jaar mee aan. Met dit rijbewijs mogen ook motorfietsen worden bestuurd die meer dan 25 kW (34 pk) leveren. Bestuurders die een klein rijbewijs hebben gehaald krijgen na twee jaar een groot rijbewijs. 
Sinds januari 2013 zijn er enkele veranderingen geweest in het rijbewijs A. Er zijn nu 3 categorieën:
- A1, deze is vanaf 18 jaar te behalen.
- A2, deze is vanaf 20 jaar te behalen, mits A1 reeds is behaald.
- A, deze is vanaf 22 jaar te behalen, mits A1+A2 reeds zijn behaald. Je kunt A ook meteen halen als je 24 jaar bent.